# 1006
1006 (MVI) fue un año común comenzado en martes del calendario juliano.

## Acontecimientos
- Aelfheah va al papa Juan XVIII en Roma pidiendo su palio y se convierte en Arzobispo de Canterbury.
- 30 de abril - La supernova más brillante de toda la historia conocida, SN 1006, se observa en la constelación de Lupus.
- Holmgang (un tipo de duelo nórdico) se declara ilegal en Islandia.
- Una erupción volcánica del Monte Merapi cubre todo Java central de ceniza volcánica.
- Se frustra un intento secreto para derrocar al emperador de Bizancio.

## Nacimientos
- Constantino X, emperador de Bizancio.
- Berenguer Ramón I, conde de Barcelona.
- Godofredo II de Anjou, conde de Anjou.
- Ísleifur Gissurarson, primer obispo islandés.

## Fallecimientos
- Gisela de Borgoña
- Grímr Droplaugarson, bóndi, escaldo y vikingo.